# Saison 6 de Mask Singer
La sixième saison de Mask Singer, émission de télévision française présentant une compétition de chant de type télé-crochet, est diffusée sur TF1 du 3 mai 2024 au 22 juin 2024.
Elle est animée par Camille Combal et produite par la société de production Hervé Hubert Productions.

## Nouveautés
Comme lors de la saison précédente, les quatre enquêteurs se disputent la compétition du prono d'or : lors d'une prestation, s'il pense avoir trouvé l'identité d'un personnage, l'enquêteur peut actionner un canon à confettis (kabuki) et écrire son nom dans une enveloppe. Après vérification par un huissier de justice, si le nom est correct, il gagne 5 points et un indice sur un autre personnage en compétition. S'il se trompe, il ne peut plus utiliser le prono d'or durant tout le reste de la saison. L’enquêteur ne peut kabuker qu’une seule fois par émission. Un personnage ne peut être kabuké qu'une seule fois.[style à revoir]
Comme lors des autres saisons précédentes, deux vedettes internationales sont présentes et se produiront une fois chacune durant la saison, avant d'être démasquées,.
Comme la saisons quatre, les candidats chante en duo avec un autre candidat de la compétition pour se qualifier où finir en ballotage où l’un des deux risque de se faire démasquer.
Comme les autres saisons précédentes, deux autres célébrités sont invitées et, après avoir fait une prestation sous un costume, sont conviées à rejoindre le jury d'enquêteurs le temps d'un épisode,.
Comme lors des deux saisons précédentes, un 13e candidat (Perruque) va faire sa prestation durant deux ballottages avec les autres participants, puis deux votes décideront s’il participe à la suite de la compétition ou s’il doit se démasquer.
Dans l’enquête continue, il y a une enquête parallèle sur un personnage hors compétition	(Paresseux) où il donne des indices sur son identité sans chanter avant de se démasquer a la fin de la saison.

## Participants

### Présentateur
Cette édition, comme les 5 précédentes, est présentée par Camille Combal,.

### Enquêteurs
Le jury d'enquêteurs de cette sixième saison est changé : 
- Kev Adams, humoriste et acteur ;
- Chantal Ladesou, humoriste et actrice, elle incarne le paresseux dans l’enquête parallèle[9] ;
- Inès Reg, humoriste et actrice ;
- Laurent Ruquier, animateur et producteur.

Deux enquêteurs surprise vont se joindre aux autres enquêteurs après avoir fait une prestation, masqués eux aussi, le temps d’une soirée.
- Shy'm sous le masque du flocon, chanteuse, actrice et danseuse (5e épisode).
- Vincent Desagnat, acteur et animateur de radio, qui était sous le masque du cornichon et qui s'est fait démasquer lors du 2e épisode revient sous le masque de l'avatar, dans le 7e  épisode.

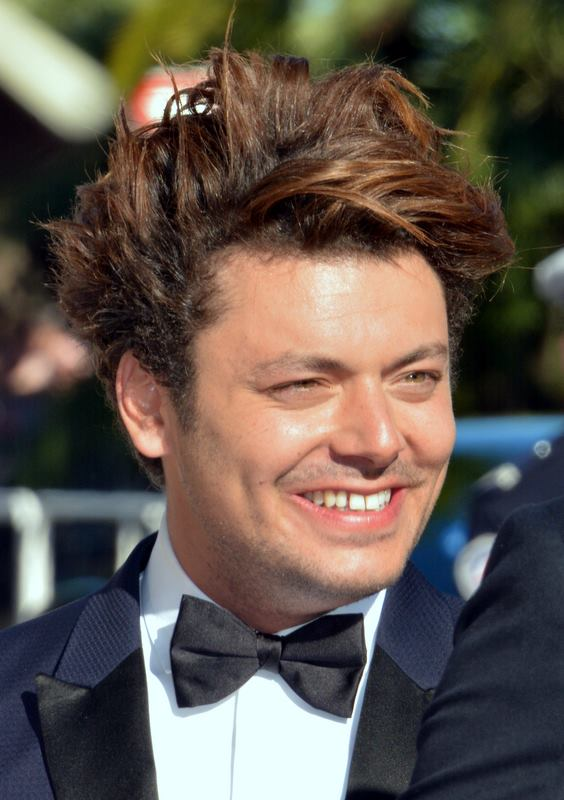
Kev Adams
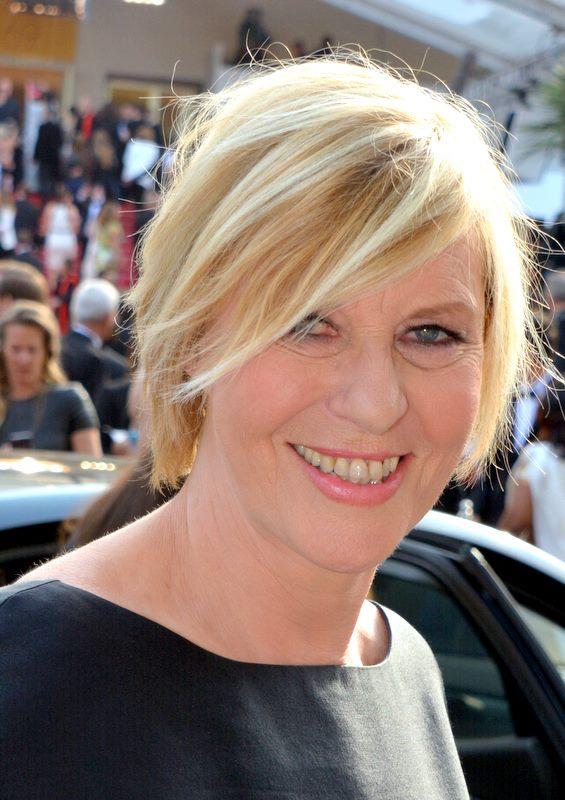
Chantal Ladesou
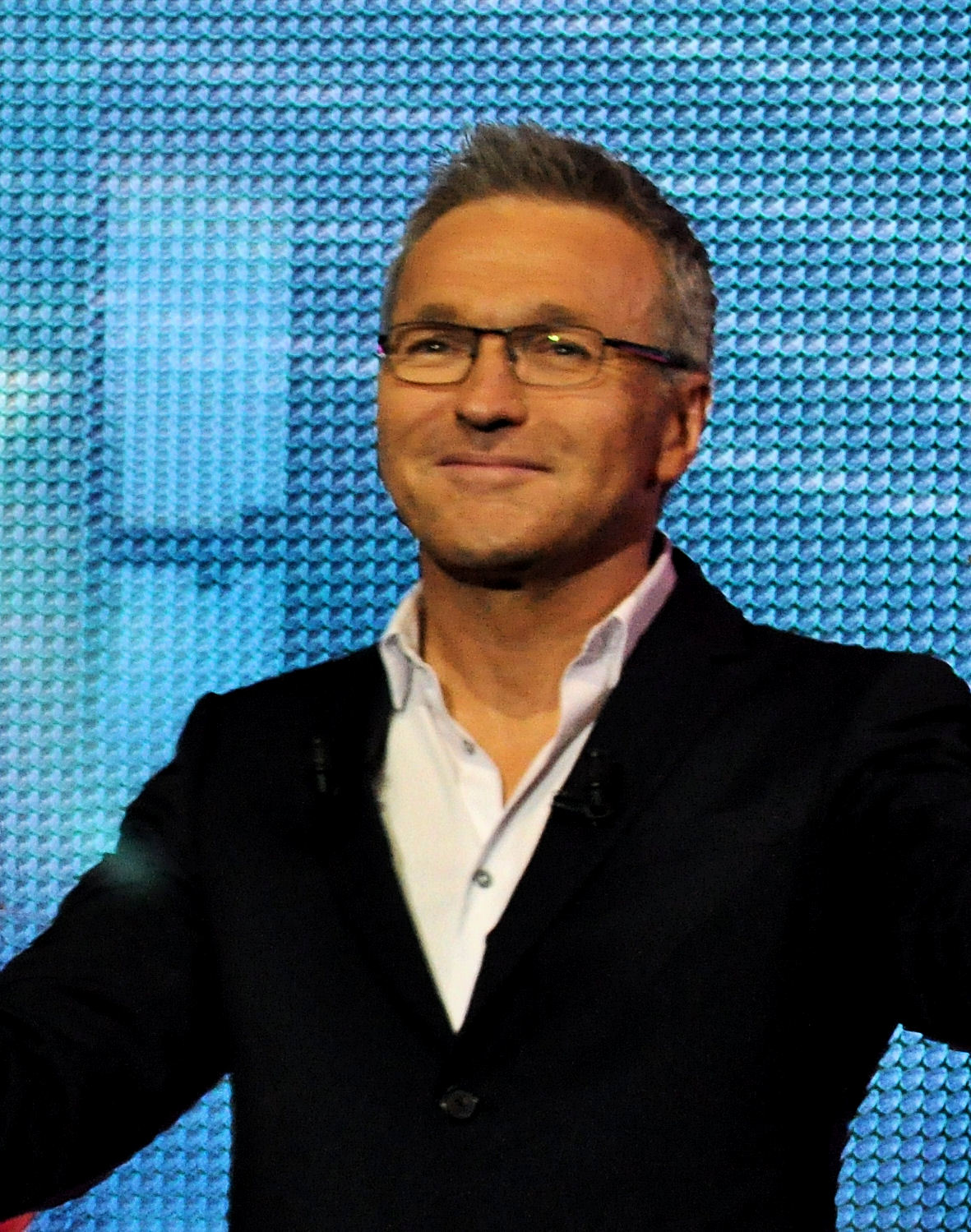
Laurent Ruquier
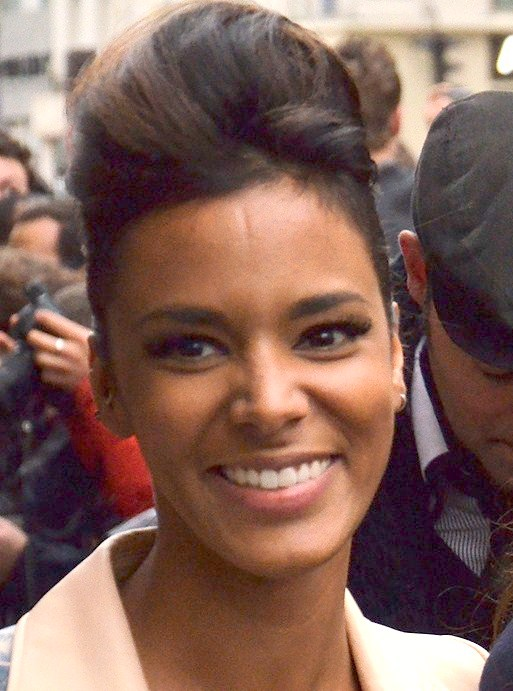
Shy'm
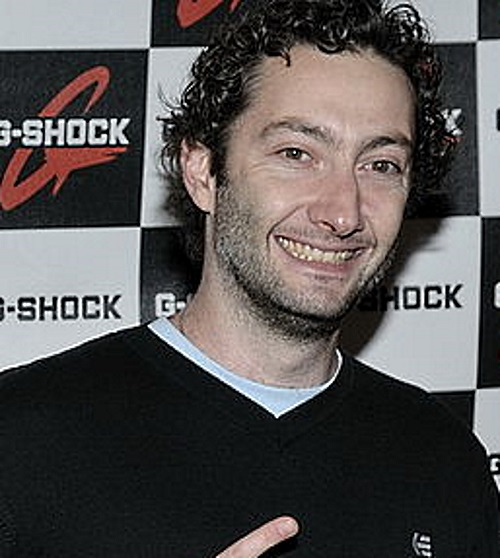
Vincent Desagnat

### Participants
| Personnalité           | Personnalité              | Âge             | Occupation                                              | Costume      | Statut                        | Classement |
| ---------------------- | ------------------------- | --------------- | ------------------------------------------------------- | ------------ | ----------------------------- | ---------- |
| Agustín Galiana        | Agustín Galiana           | 45 ans          | Acteur et chanteur                                      | Hippopotame  | Démasqués lors du 8e épisode  | 1er        |
| Illustration manquante | Gérémy Crédeville         | 37 ans          | Humoriste, comédien et chroniqueur                      | Épouvantail  | Démasqués lors du 8e épisode  | 2e         |
| Chimène Badi           | Chimène Badi              | 41 ans          | Chanteuse                                               | Léopard      | Démasqués lors du 8e épisode  | 3e         |
| Sheryfa Luna           | Sheryfa Luna              | 35 ans          | Chanteuse et musicienne                                 | Perle        | Démasquée lors du 7e épisode  | 4e         |
| Florent Mothe          | Florent Mothe             | 43 ans          | Chanteur et musicien                                    | Geishamouraï | Démasqué lors du 6e épisode   | 5e         |
| Illustration manquante | Inès Vandamme             | 31 ans          | Danseuse et animatrice                                  | Libellule    | Démasquée lors du 5e épisode  |            |
| Illustration manquante | Ladybug (Anouck Hautbois) | 14 ans (37 ans) | Super-héroïne (Comédienne de doublage)                  | Perruque     | Démasqués lors du 4e épisode  |            |
| Raphaël Mezrahi        | Raphaël Mezrahi           | 60 ans          | Humoriste et acteur                                     | Robolapin    | Démasqués lors du 4e épisode  |            |
| La Compagnie créole    | La Compagnie créole       | 75 et 72 ans    | Groupe musical                                          | Main         | Démasqués lors du 3e épisode  |            |
| Catherine Lara         | Catherine Lara            | 78 ans          | Auteure-compositrice-interprète et productrice musicale | Lémurien     | Démasqués lors du 2e épisode  |            |
| Vincent Desagnat       | Vincent Desagnat          | 48 ans          | Acteur et animateur de radio                            | Cornichon    | Démasqués lors du 2e épisode  |            |
| Chantal Goya           | Chantal Goya              | 81 ans          | Chanteuse                                               | Popcorn      | Démasqués lors du 1er épisode |            |
| Illustration manquante | Jacques Legros            | 72 ans          | Journaliste et animateur                                | Hamster      | Démasqués lors du 1er épisode |            |

| Personnalité      | Personnalité      | Âge    | Occupation           | Costume        | Statut                       |
| ----------------- | ----------------- | ------ | -------------------- | -------------- | ---------------------------- |
| Natalie Imbruglia | Natalie Imbruglia | 49 ans | Chanteuse et actrice | Joker          | Démasquée lors du 6e épisode |
| Gloria Gaynor     | Gloria Gaynor     | 80 ans | Chanteuse            | Reine de Glace | Démasquée lors du 3e épisode |

## Bilan par épisode
| Agustín Galiana           | Hippopotame  |  |                      |                       |                       |                       |                       |                       |                       |                       |                       |                       |                       |                       |                       |                       |                       |                       |                       |                       |                       |                       |                       |                       |                       |                       |                       |                       |                       |                       |                       |                       |                       |                       |                       |                       |                       |                       |                       |
| Gérémy Crédeville         | Épouvantail  |  |                      |                       |                       |                       |                       |                       |                       |                       |                       |                       |                       |                       |                       |                       |                       |                       |                       |                       |                       |                       |                       |                       |                       |                       |                       |                       |                       |                       |                       |                       |                       |                       |                       |                       |                       |                       |                       |
| Chimène Badi              | Léopard      |  |                      |                       |                       |                       |                       |                       |                       |                       |                       |                       |                       |                       |                       |                       |                       |                       | Démasquée (Épisode 8) | Démasquée (Épisode 8) | Démasquée (Épisode 8) | Démasquée (Épisode 8) | Démasquée (Épisode 8) | Démasquée (Épisode 8) | Démasquée (Épisode 8) | Démasquée (Épisode 8) | Démasquée (Épisode 8) | Démasquée (Épisode 8) | Démasquée (Épisode 8) | Démasquée (Épisode 8) | Démasquée (Épisode 8) | Démasquée (Épisode 8) | Démasquée (Épisode 8) | Démasquée (Épisode 8) | Démasquée (Épisode 8) | Démasquée (Épisode 8) | Démasquée (Épisode 8) | Démasquée (Épisode 8) | Démasquée (Épisode 8) |
| Sheryfa Luna              | Perle        |  |                      |                       |                       |                       |                       |                       |                       |                       |                       |                       |                       |                       |                       |                       |                       | Démasquée (Épisode 7) | Démasquée (Épisode 7) | Démasquée (Épisode 7) | Démasquée (Épisode 7) | Démasquée (Épisode 7) | Démasquée (Épisode 7) | Démasquée (Épisode 7) | Démasquée (Épisode 7) | Démasquée (Épisode 7) | Démasquée (Épisode 7) | Démasquée (Épisode 7) | Démasquée (Épisode 7) | Démasquée (Épisode 7) | Démasquée (Épisode 7) | Démasquée (Épisode 7) | Démasquée (Épisode 7) | Démasquée (Épisode 7) | Démasquée (Épisode 7) | Démasquée (Épisode 7) | Démasquée (Épisode 7) | Démasquée (Épisode 7) |                       |
| Florent Mothe             | Geishamouraï |  |                      |                       |                       |                       |                       |                       |                       |                       |                       |                       |                       |                       |                       | Démasqué (Épisode 6)  | Démasqué (Épisode 6)  | Démasqué (Épisode 6)  | Démasqué (Épisode 6)  | Démasqué (Épisode 6)  | Démasqué (Épisode 6)  | Démasqué (Épisode 6)  | Démasqué (Épisode 6)  | Démasqué (Épisode 6)  | Démasqué (Épisode 6)  | Démasqué (Épisode 6)  | Démasqué (Épisode 6)  | Démasqué (Épisode 6)  | Démasqué (Épisode 6)  | Démasqué (Épisode 6)  | Démasqué (Épisode 6)  | Démasqué (Épisode 6)  | Démasqué (Épisode 6)  | Démasqué (Épisode 6)  | Démasqué (Épisode 6)  | Démasqué (Épisode 6)  |                       |                       |                       |
| Inès Vandamme             | Libellule    |  |                      |                       |                       |                       |                       |                       |                       |                       |                       |                       |                       | Démasquée (Épisode 5) | Démasquée (Épisode 5) | Démasquée (Épisode 5) | Démasquée (Épisode 5) | Démasquée (Épisode 5) | Démasquée (Épisode 5) | Démasquée (Épisode 5) | Démasquée (Épisode 5) | Démasquée (Épisode 5) | Démasquée (Épisode 5) | Démasquée (Épisode 5) | Démasquée (Épisode 5) | Démasquée (Épisode 5) | Démasquée (Épisode 5) | Démasquée (Épisode 5) | Démasquée (Épisode 5) | Démasquée (Épisode 5) | Démasquée (Épisode 5) | Démasquée (Épisode 5) | Démasquée (Épisode 5) | Démasquée (Épisode 5) |                       |                       |                       |                       |                       |
| Ladybug (Anouck Hautbois) | Perruque     |  |                      |                       |                       |                       |                       |                       |                       |                       |                       | Démasquée (Épisode 4) | Démasquée (Épisode 4) | Démasquée (Épisode 4) | Démasquée (Épisode 4) | Démasquée (Épisode 4) | Démasquée (Épisode 4) | Démasquée (Épisode 4) | Démasquée (Épisode 4) | Démasquée (Épisode 4) | Démasquée (Épisode 4) | Démasquée (Épisode 4) | Démasquée (Épisode 4) | Démasquée (Épisode 4) | Démasquée (Épisode 4) | Démasquée (Épisode 4) | Démasquée (Épisode 4) | Démasquée (Épisode 4) | Démasquée (Épisode 4) | Démasquée (Épisode 4) | Démasquée (Épisode 4) | Démasquée (Épisode 4) |                       |                       |                       |                       |                       |                       |                       |
| Raphaël Mezrahi           | Robolapin    |  |                      |                       |                       |                       |                       |                       |                       | Démasqué (Épisode 4)  | Démasqué (Épisode 4)  | Démasqué (Épisode 4)  | Démasqué (Épisode 4)  | Démasqué (Épisode 4)  | Démasqué (Épisode 4)  | Démasqué (Épisode 4)  | Démasqué (Épisode 4)  | Démasqué (Épisode 4)  | Démasqué (Épisode 4)  | Démasqué (Épisode 4)  | Démasqué (Épisode 4)  | Démasqué (Épisode 4)  | Démasqué (Épisode 4)  | Démasqué (Épisode 4)  | Démasqué (Épisode 4)  | Démasqué (Épisode 4)  | Démasqué (Épisode 4)  | Démasqué (Épisode 4)  | Démasqué (Épisode 4)  | Démasqué (Épisode 4)  |                       |                       |                       |                       |                       |                       |                       |                       |                       |
| La Compagnie créole       | Main         |  |                      |                       |                       |                       |                       | Démasqués (Épisode 3) | Démasqués (Épisode 3) | Démasqués (Épisode 3) | Démasqués (Épisode 3) | Démasqués (Épisode 3) | Démasqués (Épisode 3) | Démasqués (Épisode 3) | Démasqués (Épisode 3) | Démasqués (Épisode 3) | Démasqués (Épisode 3) | Démasqués (Épisode 3) | Démasqués (Épisode 3) | Démasqués (Épisode 3) | Démasqués (Épisode 3) | Démasqués (Épisode 3) | Démasqués (Épisode 3) | Démasqués (Épisode 3) | Démasqués (Épisode 3) | Démasqués (Épisode 3) | Démasqués (Épisode 3) | Démasqués (Épisode 3) |                       |                       |                       |                       |                       |                       |                       |                       |                       |                       |                       |
| Catherine Lara            | Lémurien     |  |                      |                       |                       | Démasquée (Épisode 2) | Démasquée (Épisode 2) | Démasquée (Épisode 2) | Démasquée (Épisode 2) | Démasquée (Épisode 2) | Démasquée (Épisode 2) | Démasquée (Épisode 2) | Démasquée (Épisode 2) | Démasquée (Épisode 2) | Démasquée (Épisode 2) | Démasquée (Épisode 2) | Démasquée (Épisode 2) | Démasquée (Épisode 2) | Démasquée (Épisode 2) | Démasquée (Épisode 2) | Démasquée (Épisode 2) | Démasquée (Épisode 2) | Démasquée (Épisode 2) | Démasquée (Épisode 2) | Démasquée (Épisode 2) | Démasquée (Épisode 2) |                       |                       |                       |                       |                       |                       |                       |                       |                       |                       |                       |                       |                       |
| Vincent Desagnat          | Cornichon    |  |                      |                       | Démasquée (Épisode 2) | Démasquée (Épisode 2) | Démasquée (Épisode 2) | Démasquée (Épisode 2) | Démasquée (Épisode 2) | Démasquée (Épisode 2) | Démasquée (Épisode 2) | Démasquée (Épisode 2) | Démasquée (Épisode 2) | Démasquée (Épisode 2) | Démasquée (Épisode 2) | Démasquée (Épisode 2) | Démasquée (Épisode 2) | Démasquée (Épisode 2) | Démasquée (Épisode 2) | Démasquée (Épisode 2) | Démasquée (Épisode 2) | Démasquée (Épisode 2) | Démasquée (Épisode 2) | Démasquée (Épisode 2) | Démasquée (Épisode 2) |                       |                       |                       |                       |                       |                       |                       |                       |                       |                       |                       |                       |                       |                       |
| Chantal Goya              | Popcorn      |  |                      | Démasquée (Épisode 1) | Démasquée (Épisode 1) | Démasquée (Épisode 1) | Démasquée (Épisode 1) | Démasquée (Épisode 1) | Démasquée (Épisode 1) | Démasquée (Épisode 1) | Démasquée (Épisode 1) | Démasquée (Épisode 1) | Démasquée (Épisode 1) | Démasquée (Épisode 1) | Démasquée (Épisode 1) | Démasquée (Épisode 1) | Démasquée (Épisode 1) | Démasquée (Épisode 1) | Démasquée (Épisode 1) | Démasquée (Épisode 1) | Démasquée (Épisode 1) | Démasquée (Épisode 1) | Démasquée (Épisode 1) | Démasquée (Épisode 1) |                       |                       |                       |                       |                       |                       |                       |                       |                       |                       |                       |                       |                       |                       |                       |
| Jacques Legros            | Hamster      |  | Démasqué (Épisode 1) | Démasqué (Épisode 1)  | Démasqué (Épisode 1)  | Démasqué (Épisode 1)  | Démasqué (Épisode 1)  | Démasqué (Épisode 1)  | Démasqué (Épisode 1)  | Démasqué (Épisode 1)  | Démasqué (Épisode 1)  | Démasqué (Épisode 1)  | Démasqué (Épisode 1)  | Démasqué (Épisode 1)  | Démasqué (Épisode 1)  | Démasqué (Épisode 1)  | Démasqué (Épisode 1)  | Démasqué (Épisode 1)  | Démasqué (Épisode 1)  | Démasqué (Épisode 1)  | Démasqué (Épisode 1)  | Démasqué (Épisode 1)  | Démasqué (Épisode 1)  |                       |                       |                       |                       |                       |                       |                       |                       |                       |                       |                       |                       |                       |                       |                       |                       |

Légende
- Candidat ne participant pas à l'épisode.
- Candidat ne participant pas à l'épreuve.
- Candidat vainqueur du duel, et donc qualifié pour l'étape ou l'épisode suivant.
- Candidat ayant échoué à son duel, et donc envoyé en ballottage.
- Candidat sauvé lors du ballottage, et donc maintenu en lice pour l'étape ou l'épisode suivant.
- Candidat éliminé de la compétition, et démasqué.
- Vainqueur de la compétition.
- Candidat terminant deuxième de la compétition.
- Candidat terminant troisième de la compétition.

## Bilan pour le prono d’or
| Candidats   | Candidats    | Enquêteurs                                              | Enquêteurs                                                                           | Enquêteurs                                                                           | Enquêteurs                                              |
| Candidats   | Candidats    | Kev Adams                                               | Chantal Ladesou                                                                      | Inès Reg                                                                             | Laurent Ruquier                                         |
| ----------- | ------------ | ------------------------------------------------------- | ------------------------------------------------------------------------------------ | ------------------------------------------------------------------------------------ | ------------------------------------------------------- |
| 1er épisode | Léopard      | L’enquêteur a trouvé son identité et remporte 5 points. |                                                                                      |                                                                                      |                                                         |
| 1er épisode | Popcorn      |                                                         |                                                                                      | L’enquêteur a trouvé son identité et remporte 5 points.                              |                                                         |
| 2e épisode  | Robolapin    |                                                         |                                                                                      |                                                                                      | L’enquêteur a trouvé son identité et remporte 5 points. |
| 2e épisode  | Lémurien     |                                                         | L’enquêteur a trouvé son identité et remporte 5 points.                              |                                                                                      |                                                         |
| 3e épisode  | Hippopotame  |                                                         |                                                                                      | L’enquêteur a trouvé son identité et remporte 5 points.                              |                                                         |
| 3e épisode  | Geishamouraï | L’enquêteur a trouvé son identité et remporte 5 points. |                                                                                      |                                                                                      |                                                         |
| 3e épisode  | Perle        |                                                         |                                                                                      |                                                                                      | L’enquêteur a trouvé son identité et remporte 5 points. |
| 4e épisode  | Perruque     |                                                         |                                                                                      | L’enquêteur a trouvé son identité et remporte 5 points.                              |                                                         |
| 4e épisode  | Libellule    | L’enquêteur a trouvé son identité et remporte 5 points. |                                                                                      |                                                                                      |                                                         |
| 5e épisode  | Épouvantail  | L’enquêteur a trouvé son identité et remporte 5 points. |                                                                                      |                                                                                      |                                                         |
| 6e épisode  | Joker        |                                                         |                                                                                      | L’enquêteur s’est trompé sur son identité et ne pourra plus utiliser son prono d’or. |                                                         |
| 7e épisode  | Avatar       |                                                         | L’enquêteur s’est trompé sur son identité et ne pourra plus utiliser son prono d’or. |                                                                                      |                                                         |
|             |              |                                                         |                                                                                      |                                                                                      |                                                         |
| Total :     | Total :      | 20                                                      | 5                                                                                    | 15                                                                                   | 10                                                      |
| vainqueur : | vainqueur :  | Kev Adams                                               | Kev Adams                                                                            | Kev Adams                                                                            | Kev Adams                                               |

## Résumés détaillés

### 1erépisode, le3 mai 2024
Dans ce premier épisode, six personnalités s'affrontent. Avant de passer aux votes, chaque candidat dévoile des indices rangés dans des valises et chante une deuxième fois.
Un premier truel voit s'affronter le léopard, le hamster et la perle. À l'issue de ce dernier, le léopard et la perle sont qualifiés, tandis que le hamster est le premier éliminé, et révèle le journaliste et présentateur Jacques Legros sous le masque,. Durant la deuxième prestation du Léopard, Kev Adams a correctement identifié, qui remporte ainsi cinq points pour le Prono d'or.
Ensuite, un deuxième truel voit s'affronter le geishamouraï, l'hippopotame et le pop-corn. À l'issue de ce dernier, le geishamouraï et l'hippopotame sont qualifiés, tandis que le pop-corn est le deuxième éliminé, et révèle la chanteuse Chantal Goya sous le masque. Elle a été correctement identifiée par Inès Reg, qui remporte ainsi cinq points pour le Prono d'or.

### 2eépisode, le10 mai 2024
Dans ce deuxième épisode, six personnalités s'affrontent. Avant de passer aux votes, chaque candidat dévoile des indices rangés dans des valises et chante une deuxième fois.
Un premier truel voit s'affronter le cornichon, la libellule et la main. À l'issue de ce dernier, la libellule et la main sont qualifiées, tandis que le cornichon est le premier éliminé, et révèle l’acteur et animateur Vincent Desagnat.
Ensuite, un deuxième truel voit s'affronter l’épouvantail, le robolapin et le lémurien. Durant la première prestation du robolapin, Laurent Ruquier découvre son identité, remportant cinq points pour le Prono d'or.
À l'issue de ce dernier, l’épouvantail et le robolapin sont qualifiés, tandis que le lémurien est le deuxième éliminé, et révèle l'auteure-compositrice Catherine Lara sous le masque. Elle avait été correctement identifiée par Chantal Ladesou, qui remporte ainsi cinq points pour le Prono d'or et la met à égalité avec les autres enquêteurs.

### 3eépisode, le17 mai 2024, spéciale cinéma
Pour ce troisième épisode, les huit candidats encore en lice s'affrontent en chantant des bande originales de film.
Une « star internationale » participe à cette troisième soirée, sous le costume de la reine de glace. Après avoir interprété Stand by Me de Ben E. King, la reine de glace est invitée à enlever son masque, révélant la chanteuse et compositrice Gloria Gaynor,.
Durant chacune des prestations des différents candidats, Inès Reg à correctement identifié l’hippopotame, elle remporte ainsi cinq points supplémentaires pour le Prono d'or tous comme Kev Adams pour la geishamouraï et Laurent Ruquier pour la perle.
La main, l’épouvantail, l’hippopotame et le robolapin sont en ballottage. À l'issue d'un second vote, la main est éliminée et doit se démasquer : il s’agissait des membres du groupe La Compagnie créole qui se relayaient chacun leur tour dans le costume,.

### 4eépisode, le24 mai 2024, spéciale enfance
L'émission est placée sous le signe des enfants, ce sont eux qui donnent les indices concernant les candidats encore en lice.
Pour ce quatrième épisode, les sept candidats encore en lice s'affrontent ; le 13e personnage, la perruque fait son entrée pour essayer d’intégrer la compétition depuis les ballottages.
La première salve voit s'affronter la perle, la léopard et le robolapin. À l'issue des prestations, le robolapin est en ballottage avec la perruque qui fait sa prestation pour être sauvée du premier ballottage ; c’est le robolapin qui est éliminé ; c'est l’humoriste Raphaël Mezrahi dans le costume.
La suite de la compétition continue avec la seconde salve, voyant s'affronter la geishamouraï et l’épouvantail puis l’hippopotame et la libellule. Durant la prestation de la libellule, Kev Adams a correctement identifié son identité, il remporte ainsi cinq points supplémentaires pour le Prono d'or. 
À l'issue de cette dernière, la geishamouraï et la libellule sont en ballottage et la perruque fait sa deuxième prestation pour intégrer la compétition. Malheureusement, la perruque se fait éliminer ; elle se révèle être l’héroïne de la série Miraculous Ladybug (doublée par Anouck Hautbois),. Elle a été correctement identifiée durant sa première prestation par Inès Reg qui remporte ainsi cinq points supplémentaires pour le Prono d'or.

### 5eépisode, le31 mai 2024, spéciale amour
Pour ce cinquième épisode qui est placée sous le signe de l’amour, les six candidats encore en lice chantent en duo entre eux pour se qualifier ou finir en ballottage. Afin d'aider les quatre enquêteurs, un invité déguisé en flocon dévoile des indice sur elle puis interprète la chanson S'il suffisait d'aimer, de Céline Dion. Sous le costume se trouvait Shy'm qui va être l’enquêtrice de la soirée.
Durant la prestation de la épouvantail, Kev Adams a correctement identifié son identité, il remporte ainsi cinq points supplémentaires pour le Prono d'or. 
Le duo de la libellule et de la geishamouraï est en ballotage et rechante de nouveau séparément pour être qualifié.
À l'issue du deuxième vote, la libellule est éliminée et doit se démasquer, il s’agissait de la danseuse et chorégraphe Inès Vandamme sous le costume.

### 6eépisode, le7 juin 2024, les quarts de finale
Une deuxième vedette internationale participe à cette sixième soirée, sous le costume du joker. Après avoir interprété Houdini de Dua Lipa, le joker est invité à enlever son masque. Sous ce costume se cachait la chanteuse et actrice Natalie Imbruglia. Durant sa prestation, Inès Reg est la première à s’être trompée sur son identité, elle ne pourra plus participer au Prono d'or le reste de la saison.
Pour les quarts de finale, les cinq candidats encore en lice s’affrontent en chantant des chansons de leurs idoles. À l'issue de ces duels, la geishamouraï et le léopard sont en ballottage et après le vote, la geishamouraï est éliminée et doit se démasquer ; le public découvre alors le chanteur et musicien Florent Mothe,.

### 7eépisode, le15 juin 2024, la demi-finale
Pour la demi-finale, les quatre candidats encore en lice ouvrent l'émission en chantant  Le Bal masqué de La Compagnie créole avant de s’affronter pour se qualifier en finale en chantant des chansons des années 1980 et devront dire un mot choisi par les enquêteurs avec leurs vraies voix.
Pour aider les enquêteurs, une invitée déguisée en avatar dévoile des indices sur lui puis interprète la chanson Si j'étais un homme de Diane Tell. Sous le costume se trouvait à nouveau Vincent Desagnat qui va être l’enquêteur de la soirée. A peine arrivé, Chantal Ladesou s’est trompée sur son identité en mettant Jean-Luc Reichmann, elle ne pourra plus participer au Prono d'or le reste de la saison.
La perle et l’épouvantail sont en ballotage. À l'issue d'un deuxième vote, la perle est éliminée et doit se démasquer, il s’agissait de la chanteuse Sheryfa Luna sous le costume de la perle.

Dans l’enquête continue, le personnage du paresseux s’est démasquer et s’est révélé être l’enquêtrice  Chantal Ladesou.

### 8eépisode, le22 juin 2024, la finale
La finale commence avec le retour des trois candidats de la saison précédent, le husky (Vincent Niclo), la biche (Aurélie Konaté) et la méduse (Charlotte Gaccio), qui interprète Respire encore de Clara Luciani avant de rejoindre les finalistes. Les duos sont respectivement: L’épouvantail avec le husky, l’hippopotame avec la biche et le léopard avec la méduse. L’épouvantail et l’hippopotame sont qualifiés pour le dernier acte alors que le léopard doit se démasquer : c'est bien la chanteuse Chimène Badi qui se trouvait dans le costume du léopard.
L’épouvantail et l’hippopotame s'affrontent en face à face et lors du vote final, l’hippopotame remporte la saison et le trophée. L’épouvantail terminant 2e au classement doit se démasquer en premier. Il s’agissait de l’humoriste Gérémy Crédeville qui a conquis le cœur de Inès Reg durant cet saison. Plus tard, l’hippopotame se démasque en dernier, le grand vainqueur de cet saison s’est révèle être le chanteur espagnol Agustín Galiana.

## Audiences et diffusion

### Mask Singer
En France, l'émission est diffusée les vendredis, depuis le 3 mai 2024. Un épisode dure environ 2 h 10 (publicités incluses), soit une diffusion de 21 h 10 à 23 h 20.
| Épisode            | Date de diffusion  | Horaire de diffusion | Audience moyenne          | Audience moyenne | Audience moyenne | Classement des audiences | Réf.   |
| Épisode            | Date de diffusion  | Horaire de diffusion | Nombre de téléspectateurs | Part de marché   | Part de marché   | Classement des audiences | Réf.   |
| Épisode            | Date de diffusion  | Horaire de diffusion | Nombre de téléspectateurs | (4 ans et plus)  | (FRDA-50)        | Classement des audiences | Réf.   |
| ------------------ | ------------------ | -------------------- | ------------------------- | ---------------- | ---------------- | ------------------------ | ------ |
| 1                  | 3 mai 2024         | 21 h 10-22 h 30      | 3 210 000                 | 17,2 %           | 32,6 %           | 2e                       | [ 28 ] |
| 1                  | 3 mai 2024         | 22 h 35-23 h 50      | 3 080 000                 | 24,7 %           | 39,5 %           | 2e                       | [ 28 ] |
| 2                  | 10 mai 2024        | 21 h 10-22 h 25      | 3 150 000                 | 18 %             | 30,6 %           | 2e                       | [ 29 ] |
| 2                  | 10 mai 2024        | 22 h 30-23 h 40      | 2 920 000                 | 22,8 %           | 35,5 %           | 2e                       | [ 29 ] |
| 3                  | 17 mai 2024        | 21 h 15-22 h 30      | 3 100 000                 | 16,9 %           | 36 %             | 2e                       | [ 30 ] |
| 3                  | 17 mai 2024        | 22 h 40-0 h 10       | 2 740 000                 | 26,3 %           |                  | 2e                       | [ 30 ] |
| 4                  | 24 mai 2024        | 21 h 10-22 h 20      | 3 000 000                 | 16,4 %           | 31,2 %           | 2e                       | [ 31 ] |
| 4                  | 24 mai 2024        | 22 h 30-23 h 50      | 2 850 000                 | 22,5 %           | 38,1 %           | 1er                      | [ 31 ] |
| 5                  | 31 mai 2024        | 21 h 10-22 h 30      | 2 860 000                 | 15,5 %           | 28,5 %           | 2e                       | [ 32 ] |
| 5                  | 31 mai 2024        | 22 h 40-23 h 30      | 2 860 000                 | 20,5 %           | 34,4 %           | 1er                      | [ 32 ] |
| 6                  | 7 juin 2024        | 21 h 10-22 h 25      | 2 580 000                 | 14,7 %           | 29,1 %           | 2e                       | [ 33 ] |
| 6                  | 7 juin 2024        | 22 h 30-23 h 40      | 2 610 000                 | 20,2 %           | 36,4 %           | 2e                       | [ 33 ] |
| 7                  | 15 juin 2024       | 21 h 10-22 h 25      | 2 550 000                 | 13,8 %           |                  | 3e                       | [ 34 ] |
| 7                  | 15 juin 2024       | 22 h 30-23 h 40      | 2 350 000                 | 15,3 %           |                  | 3e                       | [ 34 ] |
| 8                  | 22 juin 2024       | 21 h 10-22 h 25      | 2 480 000                 | 13,7 %           | 28,3 %           | 3e                       | [ 35 ] |
| 8                  | 22 juin 2024       | 22 h 30-23 h 40      | 2 540 000                 | 18,2 %           | 33 %             | 3e                       | [ 35 ] |
|                    |                    |                      |                           |                  |                  |                          |        |
| Bilan de la saison | Bilan de la saison | P1                   | 2 860 000                 | 15,8 %           |                  |                          | [ 36 ] |
| Bilan de la saison | Bilan de la saison | P2                   | 2 740 000                 | 21,3 %           |                  |                          | [ 36 ] |

Légende :
- Plus hauts scores d'audiences
- Plus bas scores d'audiences